# CB Estudiantes
Club Baloncesto Estudiantes je profesionální basketbalový klub ze španělského hlavního města Madridu. 
Klub vznikl v dubnu 1948 na madridské střední škole Instituto Ramiro de Maeztu a dostal proto název Estudiantes („Studenti“), který se v hovorové řeči zkracuje na Estu. Prvním prezidentem byl pedagog Antonio Magariños. Španělskou nejvyšší soutěž hráli Estudiantes od jejího založení v roce 1957 nepřetržitě až do roku 2021, kdy poprvé sestoupili. Od té doby jsou účastníky druhé nejvyšší soutěže Primera FEB.
Čtyřikrát se stali vicemistry Španělska (1963, 1968, 1981 a 2004). Třikrát vyhráli Copa del Rey de Baloncesto (1963, 1992 a 2000) a osmkrát bývalou regionální soutěž Torneo Comunidad de Madrid (1988, 1990, 1992, 1993, 1996, 1999, 2001, 2002 a 2003). V roce 1992 hráli finálový turnaj Euroligy, v němž obsadili čtvrté místo. V roce 1999 postoupili do finále Koraćova poháru, kde podlehli Barceloně. 
Klub je známý početným fanklubem zvaným La Demencia a vysokými návštěvami. Jeho barvami jsou azurová a indigová a maskotem je delfín Ramiro. Hlavním sponzorem je od roku 2014 telekomunikační společnost Movistar. Domácí zápasy hrají Estudiantes v hale Palacio de Deportes de la Comunidad de Madrid ve čtvrti Goya, která má kapacitu 17 953 diváků. Hala je známá také jako Movistar Arena a Estudiantes ji sdílejí s městským rivalem Realem Madrid.
Klub proslul díky práci s mládeží, k jeho odchovancům patří Antonio Díaz-Miguel, Fernando Martín nebo Juancho Hernangómez. V sezóně 2010/2011 zde působil Jiří Welsch.
V roce 1989 byl založen ženský tým Estudiantes, který hraje v Liga Femenina de Baloncesto.